# Nicolas Hayek
Nicolas George Hayek (ur. 19 lutego 1928 w Bejrucie, zm. 28 czerwca 2010 w Biel/Bienne) – szwajcarsko-libański przedsiębiorca, współzałożyciel oraz prezes zarządu Swatch Group z główną siedzibą w Biel/Bienne.
Został wynajęty przez banki, jako właściciel przedsiębiorstwa consultingowego do likwidacji dwóch głównych szwajcarskich producentów zegarków – Société pour l’Industrie Suisse Horlogère i Allgemeine Gesellschaft der schweizerischen Uhrenindustrie AG. Oba przedsiębiorstwa stanęły na krawędzi bankructwa, gdy azjatyccy producenci tanich zegarków odebrali im większość rynku. Hayek zamiast zlikwidować przedsiębiorstwa zalecił im połączenie się i radykalne obniżenie kosztów produkcji, a ponadto wprowadził charakterystyczne wzory zegarków na plastikowych paskach i zdołał połączyć produkcję masową z prestiżowym wizerunkiem. Następnie wykupił ponad połowę akcji przedsiębiorstwa i został jego dyrektorem.
Jego żoną była od 1951 roku Marianne Mezger. Mieli córkę Naylę (ur. 1951) i syna Nicolasa Jr. (ur. 1954).
Zmarł niespodziewanie w wieku 82 lat; przyczyną śmierci było nagłe zatrzymanie krążenia.